# Облигации сберегательного займа
Облигации Государственных Сберегательных Займов (ОГСЗ) — выпускались правительством РФ до 1998 года. Предоставляют право на получение дохода выше уровня доходности по сравнению с другими видами государственных ценных бумаг. Начало выпуска — август 1995 года. Срок обращения облигаций составляет 1-2 года. Выпускались номиналом в 100 и 500 рублей. Форма существования — документарная. Эмитентом выступало Министерство финансов РФ. Форма владения — предъявительская. Форма выплаты дохода — купонная; процентный доход устанавливался на каждые последующие три месяца и выплачивались ежеквартально учреждениями Сбербанка РФ. Владельцами могли быть как юридические, так и физические лица; резиденты и нерезиденты. Первичное размещение ОГСЗ осуществлялось Министерством Финансов РФ в форме закрытых торгов, но порядок обращения позволял продаваться и покупаться и на вторичном рынке. Доход по ОГСЗ для физических лиц не облагался налогом.